# Зелені пагорби Землі (збірка)
Зелені пагорби Землі (англ. The Green Hills of Earth) — збірка науково-фантастичних оповідань Роберта Гайнлайна опублікована в 1951 році американським видавництвом «Shasta Publishers».

## Оповідання
| Назва                         | назва                        | рік  |
| ----------------------------- | ---------------------------- | ---- |
| Даліла та космічний монтажник | Delilah and the Space Rigger | 1949 |
| Космічний перевізник          | Space Jockey                 | 1947 |
| Тривала вахта                 | The Long Watch               | 1949 |
| Джентльмени, сідайте!         | Gentlemen, Be Seated!        | 1948 |
| Темні ями Місяця              | The Black Pits of Luna       | 1948 |
| Як чудово повернутись!        | It's Great to Be Back!       | 1947 |
| А ще ми вигулюємо собак       | —We Also Walk Dogs           | 1941 |
| Випробування космосом         | Ordeal in Space              | 1948 |
| Зелені пагорби Землі          | The Green Hills of Earth     | 1947 |
| Логіка імперії                | Logic of Empire              | 1941 |